# Martin Mörck
Martin Mörck (8. juni 1955 i Göteborg i Sverige) er en norsk kunstner og gravør af frimærker og pengesedler.
Mörck er født ind i en familie af kunstnere, med en mor der er tekstilkunstner og en far der er grafiker. Han påbegynde et studie i skibsbyggeri, et studie han ikke afsluttede, for dernæst i 1975, efter at have studeret kunst, gik i lære som gravør under ledelse af Arne Wallhorn ved det svenske postvæsen. Mörcks første frimærkegravure er af en natugle og udkom som et svensk frimærke. Siden da har Mörck fået udgivet cirka 600 gravurer på frimærker, primært graveret for de nordiske landes postvæsener, men også for blandt andet Frankrig, Monaco og Canada.